# Грос (міра рахунку)
Грос («велика дюжина») (від нім. Groß — великий) — міра рахунку, що дорівнює дюжині дюжин, тобто 144 штукам.
Зазвичай застосовувалася для рахунку дрібних галантерейних і канцелярських предметів — олівців, ґудзиків, писальних пір'їн тощо.
- Грос (дюжина дюжин або дюжина в квадраті) дорівнює  144 штукам.

- Великий грос або дюжина грос становить масу і дорівнює 1728 штукам ({\displaystyle 144\times 12} або дюжина в кубі).

- Малий грос або десять дюжин дорівнює 120 штукам.

Тривале використання цих чисел у вимірюванні та підрахунку є продовження традиції
дванадцяткової системи числення.
Деякі активісти, наприклад, із  Дуодецимального товариства Америки, виступають за ширше використання дванадцяткової системи числення замість десяткової.